# Joie de Satan

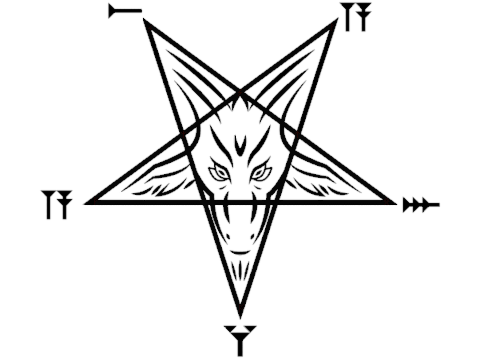
L'un des symboles les plus courants de la "Joie de Satan"

La Joie de Satan ou Joy of Satan (JoS) est un site Web et une organisation occulte ésotérique occidentale fondée en 2002 par Maxine Dietrich (Andrea Maxine-Dietrich). Joy of Satan prône le « satanisme spirituel » ou « satanisme théiste », une idéologie qui représente une synthèse unique du satanisme théiste, du nazisme, du paganisme gnostique, de l'ésotérisme occidental, des théories du complot OVNI et des croyances extraterrestres similaires à celles popularisées par Zecharia Sitchin et David Icke.

## Croyances
Les membres croient que Satan est le « vrai père et Dieu créateur de l'humanité », dont le désir était que ses créations et l'humanité soient élevées par la connaissance et la compréhension. Ils croient que le dieu judéo-chrétien, et aussi le dieu islamique, sont en fait un ennemi maléfique de l'humanité travaillant avec les Juifs.
Le Joy of Satan prétend que les démons sont en fait des dieux païens qui ont créé l'humanité.
Ils ont fait l'objet d'une controverse considérable en raison de leurs convictions antisémites et de leur association avec l'ancien président du National Socialist Movement, une organisation néonazie américaine.

## Activité
Actuellement sous la responsabilité de l'organisation Joy of Satan, il existe une section Française s'occupant principalement des traductions du site principal Joy of Satan.